# او چه کسی است؟ (فیلم)
او چه کسی است؟ (به تلگو: Yevadu) فیلمی محصول سال ۲۰۱۴ و به کارگردانی وامسی پایدپالی است. در این فیلم بازیگرانی همچون رام چاران، ایمی جکسون، شروتی حسن، کجال آگاروال، راهول دو ایفای نقش کرده‌اند.